# The Reign of Terror
The Reign of Terror é o oitavo e último serial da primeira temporada da série de ficção científica britânica Doctor Who. Foi a primeira história a usar locações para filmagens, a primeira a apresentar um ator pré-adolescente em um papel com falas, e o primeiro a mostrar a materialização da TARDIS em tamanho real. Também anuncia a chegada do escritor e futuro Editor de Roteiros Dennis Spooner ao programa, além de ser o único final de temporada que não tem quaisquer elementos de ficção científica que seja, contando a TARDIS e sua tripulação.
A afirmação mais significativa e duradoura de sua narrativa é de Susan, que diz que a Revolução Francesa é o período favorito do Primeiro Doutor, na História. Isso é mais tarde lembrado por Russell T Davies e Steven Moffat em sua escrita do Décimo Doutor, que tem um carinho por todas as coisas francesas.
Atualmente, as cópias originais dos episódios 4 e 5 continuam desaparecidos do arquivo da BBC. No entanto, os episódios perdidos foram reconstruídas em formato de animação para o lançamento do DVD em 2013, do arco. Embora a filmagem real ainda está para ser encontrada, os dois episódios mantém os áudios gravados.

## Sinopse
A TARDIS materializa-se não muito longe de Paris, em 1794 - um dos mais sangrentos anos seguintes à Revolução Francesa de 1789. Os viajantes se envolvem com uma cadeia de fuga resgatando prisioneiros da guilhotina e são pegos nas maquinações de um espião Inglês disfarçado, James Stirling - ou como infiltrado, Lemaitre, o governador da prisão Conciergerie.

## Enredo
O Doutor, Ian, Barbara, e Susan chegam no século XVIII, França, em Paris, e se aventuram nas fazendas nas proximidades. Acham que a fazenda está sendo usada como um ponto de paragem em uma cadeia de escape para contra-revolucionários e contém roupas e documentos falsos, alguns dos quais levam a assinatura de Robespierre, o principal orquestrador de governo durante o reinado do terror. Eles são logo descobertos por dois contra-revolucionários, D'Argenson e Rouvray, que batem no doutor, e deixam-no inconsciente e mantêm os outros com uma arma. Um grupo de soldados revolucionários rodeia a casa e exige a sua rendição. Ambos D'Argenson e Rouvray são mortos durante o cerco, mas só depois de terem trabalhado que deve haver um traidor em sua cadeia de fuga. Os soldados entram na casa e capturam Ian, Barbara, e Susan, e fazem eles marcharem a Paris para serem guilhotinados. Os soldados incendeiam a casa da fazenda, sem perceberem que o doutor permanece no interior.
O doutor acorda a próxima manhã no sofrimento e exaustão de inalação de fumaça. Ele foi salvo do incêndio por um menino, que lhe diz que seus amigos foram levados para a Conciergerie, uma prisão em Paris. Ele sai atrás deles.
Ian, Barbara, e Susan são todos condenados à morte como traidores. De volta ao Conciergerie, Ian está confinado em uma cela, enquanto as mulheres são levadas para outra. O companheiro de cela de Ian é um prisioneiro inglês chamado Webster que vive apenas o tempo suficiente para dizer-lhe que há outro espião Inglês, James Stirling, altamente colocado em representação do Governo francês, que agora está sendo chamado de volta à Inglaterra. Era trabalho de Webster para encontrá-lo e ele só sabe que Stirling pode ser encontrado através de Jules Renan no sinal de "Le Chien Gris". Uma vez que Webster está morto, um funcionário do governo nomeado Lemaitre chega e investiga qualquer conversa entre Ian e do homem morto. Lemaitre atravessa o nome de Ian fora da lista de execução.
Susan e Barbara são levadas à guilhotina. O seu transporte é sequestrado por dois homens, Jules e Jean, de volta a sua casa segura. Susan está doente. Eles são informados de que elas vão ser contrabandeadas para fora de França através da cadeia de escape, mas Barbara está nervosa sobre deixar a França sem o doutor e Ian. Jules e Jean a tranquilizam, dizendo que eles vão tentar reunir os quatro viajantes. Outro contra-revolucionário, Leon Colbert, chega e se junta a sua empresa.
O doutor atinge Paris e troca suas roupas para as de Diretor Regional de Províncias. Ele se dirige para a Conciergerie, mas encontra seus companheiros passando. Ian roubou com êxito a chave para sua cela e conseguiu fugir. Lemaitre chega e insiste ao doutor para acompanhá-lo a visitar o Primeiro Vice-Robespierre para informar sobre sua província. Eles são levados para uma audiência com o "The Tyrant of France" ("Tirano da França").

### Continuação
Ian segue as palavras de Webster e caça Jules Renan, que acaba por ser o homem a abrigar Barbara e Susan, que permanece doente na cama. Barbara leva Susan a um médico local que lhes relata como prisioneiros que escaparam e então são apreendidas mais uma vez pela polícia revolucionária. Ian vai ao encontro de Leon só para descobrir que ele é a toupeira na cadeia de fuga e há tropas armadas esperando por ele. Leon Colbert está desesperado para descobrir o que Webster disse a ele, mas Ian é muito bem guardado em seus comentários.
O doutor voltou ao Conciergerie, onde Lemaitre relata que Robespierre deseja vê-lo novamente no dia seguinte. Lemaitre garante que o doutor passa a noite na Conciergerie, a fim de que ele permanecerá em Paris para a sua segunda audiência com Robespierre. Ele ainda está lá quando Barbara e Susan são trazidas como prisioneiras. Com Susan fraca demais para ser transferida, ela exige a libertação de Barbara com o pretexto de que ela pode ser arrastada para liderar as forças de segurança para o núcleo da cadeia de fuga.
Jules Renan salvou Ian, matando o traidor Leon Colbert no processo. Eles voltam para casa de Jules e estão chocados ao ver Barbara lá, lançada sob a autoridade do doutor.
O estado mental de Robespierre está se deteriorando e ele suspeita que seu vice, Paul Barras, está conspirando contra ele na Convenção. Ele pede para acompanhar Lemaitre no dia seguinte a uma atribuição secreta fora da cidade. Quando Lemaitre volta para a Conciergerie confronta o Doutor, a quem ele desmascara em privado como um impostor. Lemaitre insiste em que o Doutor tem que ajudá-lo a encontrar a casa de Jules Renan e expor a rede de espionagem. Com Susan detida na prisão como refém, o doutor é levado para lá. Uma vez lá, Lemaitre revela que ele é na verdade James Stirling. Em resposta, Ian retransmite a mensagem de Webster que Stirling deve retornar para a Inglaterra imediatamente. O espião concorda, mas pressiona Ian para mais detalhes sobre as últimas horas de Webster. Quando Ian recorda as palavras "Barras, encontro, O navio afundando ", Stirling recorda sua própria conversa com Robespierre quando está na pousada na Calais Road, e eles percebem que é onde a conspiração contra o Primeiro Vice ocorrerá. Napoleão Bonaparte, no indiciamento, derruba Robespierre. Barras visa persuadir o jovem general de assumir a liderança. Napoleão e Barras derrubam Robespierre, mas avisa que, se isto não acontecer, ele vai negar essa reunião que nunca ocorreu.
No dia seguinte, Stirling organiza a libertação de Susan da prisão. O golpe contra Robespierre começou e o tirano foi gravemente ferido antes de ser apreendido a si mesmo e enviado para a Conciergerie. A corrente de fuga de contrabandeados foi para fora de Paris. Jules e Jean ficaram quietos como eles medem o futuro; e o Doutor e seus companheiros estão ansiosos para retornar para a TARDIS no bosque perto de Paris.

## Episódios Perdidos
Este história de Doctor Who foi comprada e exibida em 19 países, começando com a Austrália em setembro de 1965. A última transmissão de televisão conhecida desta história foi na Etiópia, que foi exibido ao longo de seis semanas entre 24 de junho e 29 de julho de 1971.
Todos os seis episódios foram perdidos no correspondente estoque da BBC da década de 1970. No entanto, uma cópia de "Prisoners of Conciergerie" foi devolvido por um colecionador particular em 1982. Em outubro de 1984, cópias de "A Land of Fear", "Guests of Madame Guillotine", e "A Change of Identity", juntamente com outro cópia de "Prisoners of Conciergerie", foram encontradas em Chipre. Eles foram devidamente devolvidos no início de 1985 e a recuperação foi formalmente anunciada em julho do mesmo ano. Chipre não rastreia The Reign of Terror (as transmissões terminaram com a exibição de seis episódios de The Sensorites em 25 de Novembro 1966); as impressões que foram selecionados tinham sido enviados ao Chipre a partir de Malta.
Como resultado destas recuperações de episódio apenas dois episódios (partes 4 e 5, "The Tyrant of France" e "A Bargain of Necessity") continuam desaparecidas; embora cópias desses episódios também haviam sido realizadas em Chipre, foram destruídas em 1974, na invasão turca do Chipre.  Para a versão de 2013 do DVD, os episódios quatro e cinco foram animados pelo Planet 55 Studios.